# Tim Weitkamp Das Musical
Tim Weitkamp Das Musical ist das zweite Studioalbum des deutschen Rappers Timi Hendrix. Es erschien am 27. Juli 2018 unter dem Musiklabel Trailerpark.

## Hintergrund
Ein nachfolgendes Album zu Zwei Zimmer, Küche, Bong hatte Timi Hendrix bereits mehr als ein Jahr vor der Veröffentlichung von Tim Weitkamp Das Musical fertiggestellt. Bedingt durch den Freitod eines Freundes des Künstlers überarbeitete dieser das Album jedoch noch einmal. Der Release des Albums wurde am 30. Mai 2018 auf YouTube für den 27. Juli 2018 angekündigt. Im Vorfeld wurden am 8. Juni Mein Musical läuft sowie am 6. Juli Tausend zweite Chancen als Videos ausgekoppelt. Ferner erschienen Musikvideos zu We are Family am 27. Juli und 1 Millionen Messer am 1. August.
Das im Titel des Albums enthaltene Tim Weitkamp ist der bürgerliche Name des Künstlers.

## Trackliste
Das Album umfasst 18 Tracks, als Featuregäste sind Bobby Liebling, Das W, Fehring Grau, Mach One, Myka 9, Sapient, Skinny Shef sowie Trailerpark als Band enthalten. Es hat eine Gesamtlaufzeit von 44:59 Minuten.
1. Das kunterbunte Haus
2. Mein Musical läuft
3. 7483
4. Der Kaiser von China 2ta Teil
5. We are Family (mit Trailerpark)
6. Gerade frisch gewickelt
7. Schule (mit Mach One und Skinny Shef)
8. Tijuana
9. Ich kill wen ich will
10. 1 Millionen Messer
11. Autist (mit Myka 9 und Sapient)
12. Psycho
13. Dämonen (mit Bobby Liebling)
14. Exitknopf (mit Das W, Fehring Grau und Sapient)
15. Utopie
16. Wenn ich könnte
17. Tausend zweite Chancen (mit Sapient)
18. Ende

Die Deluxe-Box umfasst außerdem das Instrumentalalbum Heisenberg, die Cloud Kinski EP, das Bonus Tape Garage Experience und Merchandise.

## Rezensionen
Die Redaktion von laut.de bewertete Tim Weitkamp Das Musical mit drei von fünf möglichen Sternen. Stefan Mertlik schrieb in seiner Rezension zu dem Album:

„Jede einzelne Zeile entstand ohne Stift und Papier im Kopf. Die Musik erinnert trotzdem mehr an Eminem als an den ebenfalls auf Stift und Papier verzichtenden Jay-Z. 18 Jahre nach Erscheinen der „Marshall Mathers LP“ scheint Slim Shadys Meisterwerk immer noch Inspirationsquelle Nummer Eins für Tim Shady zu sein. Beide greifen in die unterste Schublade und machen sich unter Drogeneinfluss über die Promiwelt lustig. Auf „Tim Weitkamp“ zieht Timi auch auf persönlicher Ebene mit dem Detroiter gleich, indem er seine Vergangenheit sowie Gefühlswelt zum Thema macht. [...] Trailerpark-Anhänger, die nach der ersten Videoauskopplung die Angst verspürten, Seelenstriptease statt Asozialität vorgesetzt zu bekommen, können beruhigt zur Bong greifen. Timi Hendrix klingt noch immer wie Timi Hendrix.“

Auch die Redaktion von Tonspion vergab drei von fünf Sternen. Ferner hielt sie fest, dass die positiven Überraschungen überwögen, man sich für das dritte Album aber „ein wenig mehr Konsequenz und Ideenreichtum“ wünsche:

„[T]atsächlich zeigt Timi Hendrix‘ zweites Soloalbum so viele Facetten wie bisher kein Release zuvor. Sowohl der tabubrechende Crackstreetboy aus Trailerpark und Pimpulsiv-Formation sowie die Person Tim Weitkamp kommen über die 18 Tracks zu Wort – mal mehr, mal weniger geistreich. In den Momenten, in denen Timi ernsthaft von Depressionen erzählt („Dämonen“) und die Tode geliebter Personen verarbeitet („Tausend zweite Chancen“), nutzt er die Möglichkeit, persönlich zu werden, voll aus. Dann gibt es aber auch die Momente, die wie bloßer Trailerpark-Fanservice anmuten – nur eben ohne den Mix aus verschiedenen Künstlern, der Trailerpark normalerweise so stark macht.“

## Erfolg
Das Album erreichte am 3. August 2018 Platz drei (2 Wo.) der Deutschen Albumcharts. In der Schweiz platzierte es sich am 5. August 2018 auf Rang 71 (1 Wo.) und in Österreich am 10. August 2018 auf Rang 24 (1 Wo.) der Albumcharts. Im Vergleich zu dem vorherigen Album Zwei Zimmer, Küche, Bong konnte bezüglich der Platzierungen in Deutschland und der Schweiz somit eine Verbesserung erzielt werden.